# Padre Américo

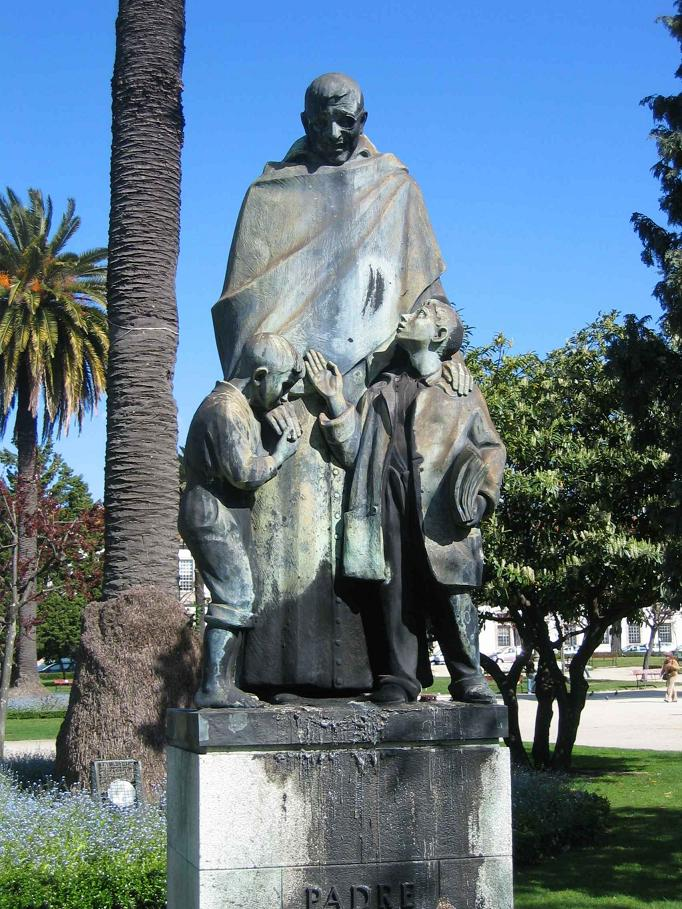
Padre Américo, escultura de Henrique Moreira (1959/61 - Bronze) na Praça da República, Porto

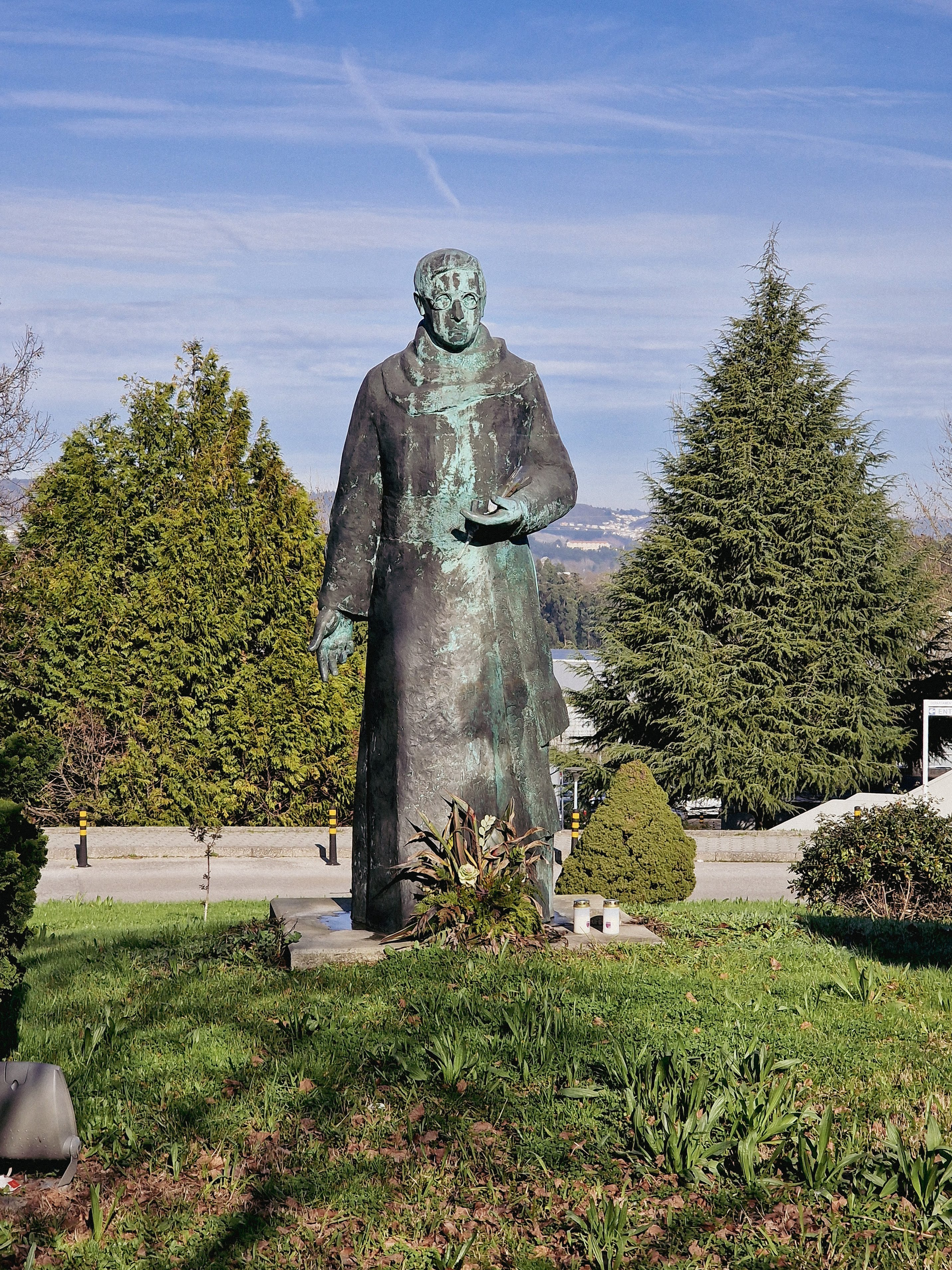
Estátua do Padre Américo (Américo Monteiro de Aguiar), na entrada principal do Hospital Padre Américo, em Penafiel, na união de freguesias de Guilhufe e Urrô, da autoria da escultora Irene Vilar.

Américo Monteiro de Aguiar, mais conhecido por Padre Américo (Penafiel, Galegos, 23 de Outubro de 1887 – Campo, Valongo, 16 de Julho de 1956), foi um importante benfeitor português que dedicou a sua vida aos mais carenciados, principalmente jovens, que se traduziu em inúmeras realizações. Foi em São Pedro de Alva, que o Padre Américo idealizou da Obra da Rua e fundou a sua primeira Casa da Colónia como era assim chamada a Casa do Gaiato, a mais conhecida e relevante referida obra.

## Vida e Obra
O Padre Américo nasceu a 23 de Outubro de 1887 na freguesia de Galegos, Concelho de Penafiel, tendo sido baptizado em 4 de Novembro do mesmo ano. Frequentou o Ensino Primário na sua terra natal, transitando, em 1898, para o Colégio do Carmo, em Penafiel, e no ano seguinte para o Colégio de Santa Quitéria, em Felgueiras. Terminados os estudos liceais, em 1902, emprega-se, no Porto, numa loja de ferragens. Em 1906, porém, resolve partir para Moçambique, estabelecendo-se em Chinde, onde trabalha na companhia The British Central Africa e na African Lakes, como despachante. Por essa altura trava conhecimento com o padre Rafael Maria da Assunção, que mais tarde seria nomeado Bispo de Cabo Verde.
Regressado a Penafiel, em 1923, contacta o pároco local de quem tinha sido companheiro de infância e comunica-lhe o desejo de entrar para um convento franciscano, dando como única explicação a frase é uma martelada!. Dois meses depois entra no Convento de Santo António de Vilariño, em Tui (Espanha), onde permanece durante nove meses como postulante, a estudar latim e ciências naturais e mais um ano, depois da tomada do hábito.
As dificuldades em se adaptar à vida monástica conduzem à sua saída em Julho de 1925, mas tenta ingressar no seminário diocesano do Porto, embora o Bispo D. António Barbosa Leão não dê seguimento ao seu requerimento. Contacta então o Bispo de Coimbra, D. Manuel Luís Coelho da Silva, que o aceita.
Depois de se formar em Teologia no Seminário de Coimbra, foi nomeado Perfeito do Seminário e professor de Português. É igualmente capelão em Casais do Campo, freguesia de São Martinho do Bispo e designado pároco de São Paulo de Frades, não chegando a tomar posse, incapacitado por um esgotamento.
É quando D. Manuel Luís Coelho da Silva, Bispo de Coimbra, lhe entrega a Sopa dos Pobres, em 1932 que começa a revelar a sua verdadeira vocação. A partir daí não mais parou.
Em Maio de 1935, foi convidado para São Pedro de Alva pregar à população. Certo dia o pároco da freguesia leva-o à escola primária e foi aí que idealizou e teve a visão da obra da rua. Logo aí fundou a primeira Casa da Colónia. Decidiu em Agosto ir para a capital de distrito, e então inicia as Colónias de Férias do Garoto da Baixa em Coimbra, estágio embrionário do que viria a ser posteriormente a Casa do Gaiato. Seguem-se Vila Nova do Ceira e Miranda do Corvo. A 7 de Janeiro de 1940, finalmente, o Padre da Rua funda a primeira Casa do Gaiato no lugar de Bujos, em Miranda do Corvo. A segunda Casa do Gaiato, no mosteiro beneditino de Paço de Sousa, seria o local escolhido,para o surgimento da Aldeia do Gaiato para acolhimento e alojamento de jovens a que se seguiria o Lar do Gaiato, no Porto. No mesmo âmbito e sob o lema «cada freguesia cuide dos seus pobres» é o projecto de construção das primeiras casas do património dos pobres, também em Paço de Sousa, em Fevereiro de 1951.
A Obra da Rua é consagrada ao Santíssimo Nome de Jesus, e o seu ex-líbris é o Quim Mau, o garoto de braços abertos que pede o amor do próximo.
A 1 de Janeiro de 1941 abre o lar do Ex-Pupilo das Tutorias e dos Reformatórios, na Rua da Trindade, em Coimbra, instituição que será entregue aos Serviços Jurisdicionais de Menores em 1950; em Junho do mesmo ano, publica o primeiro volume do Pão dos Pobres.
Em 1942, publica Obra da Rua.
A 5 de Março de 1944 aparece o primeiro número do jornal O Gaiato, quinzenário da Obra da Rua, de que é fundador e director.
A 4 de Janeiro de 1948 seria inaugurada a Casa do Gaiato de Lisboa, situada na quinta da Mitra, em Santo Antão do Tojal, em Loures.
Em 1950, saem a público o opúsculo Do Fundamento da Obra da Rua e do Teor dos seus Obreiros e o primeiro volume do livro Isto é a Casa do Gaiato.
Em 1952, viagem a África; publica um novo livro, O Barredo, a que se seguem, em 1954, Ovo de Colombo e Viagens, no ano em que toma posse da quinta da Torre, em Beire, freguesia de Paredes, para a instalação de uma Casa do Gaiato e do Calvário, para o abrigo de doentes incuráveis.
A 1 de Julho de 1955, abre a Casa do Gaiato de Setúbal, em Algeruz.
Em 1956, morre vitima de acidente de viação em Campo no concelho de Valongo. O seu processo de glorificação canónica teve início em 1986.